# 辰巳站
辰巳站（日语：／ Tatsumi eki */?）是位於日本東京都江東區辰巳一丁目，屬於東京地下鐵有樂町線的鐵路車站。車站編號是Y 23。

## 歷史
- 1988年（昭和63年）6月8日：開業。
- 2004年（平成16年）4月1日：營團地下鐵民營化，為東京地下鐵之車站。
- 2013年（平成25年）11月23日：月台門啟用[2]

## 車站構造
島式月台1面2線的地下車站。大堂與閘機（1個）位於地下2樓，月台位於地下3樓，月台與閘機層之間設有升降機與扶手電梯。

### 月台配置
| 月台 | 路線     | 目的地                           |
| ---- | -------- | -------------------------------- |
| 1    | 有樂町線 | 往新木場                         |
| 2    | 有樂町線 | 池袋、和光市、森林公園、飯能方向 |

（來源：東京地下鐵:構內圖 （页面存档备份，存于））

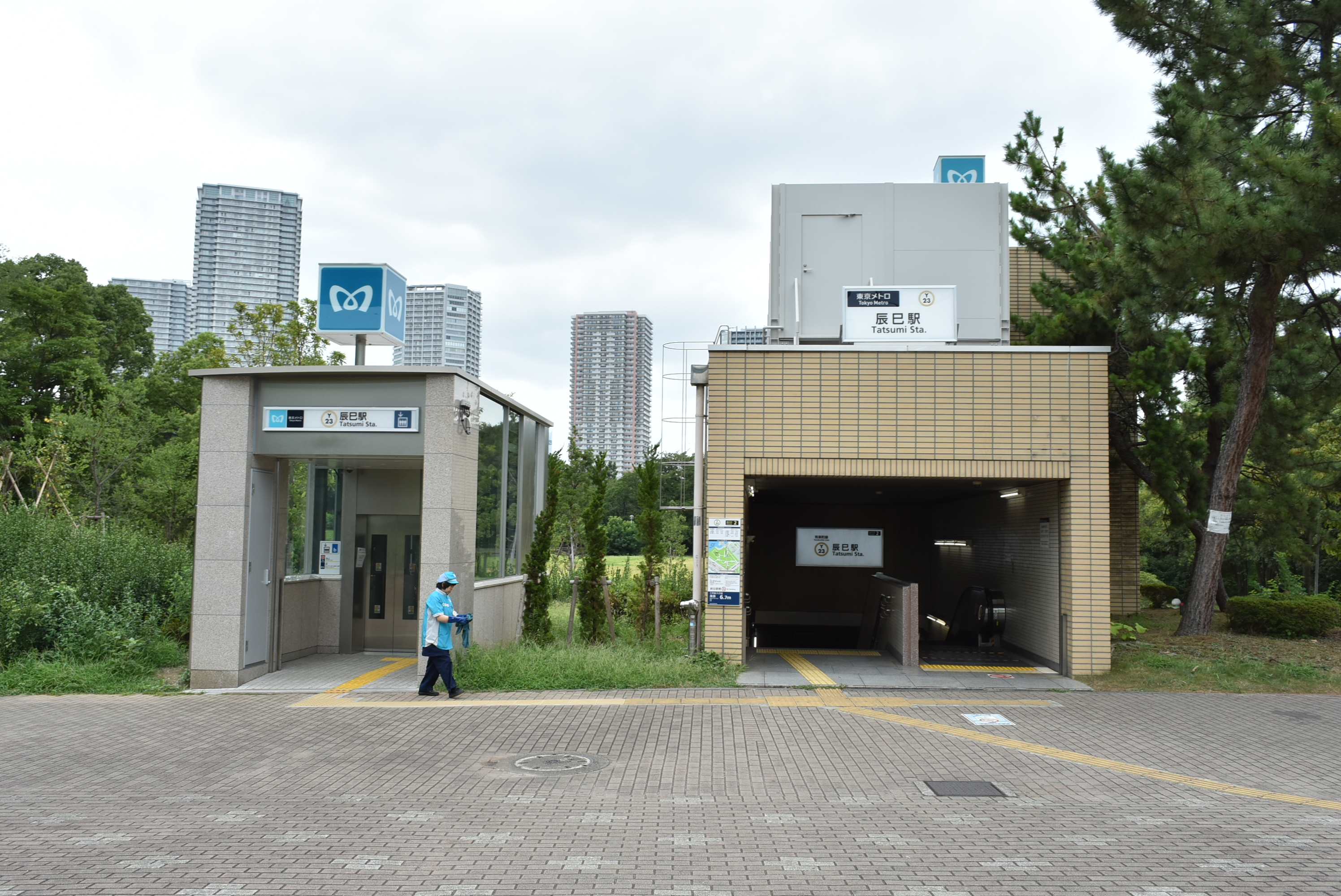
2號出入口（2018年7月27日攝）
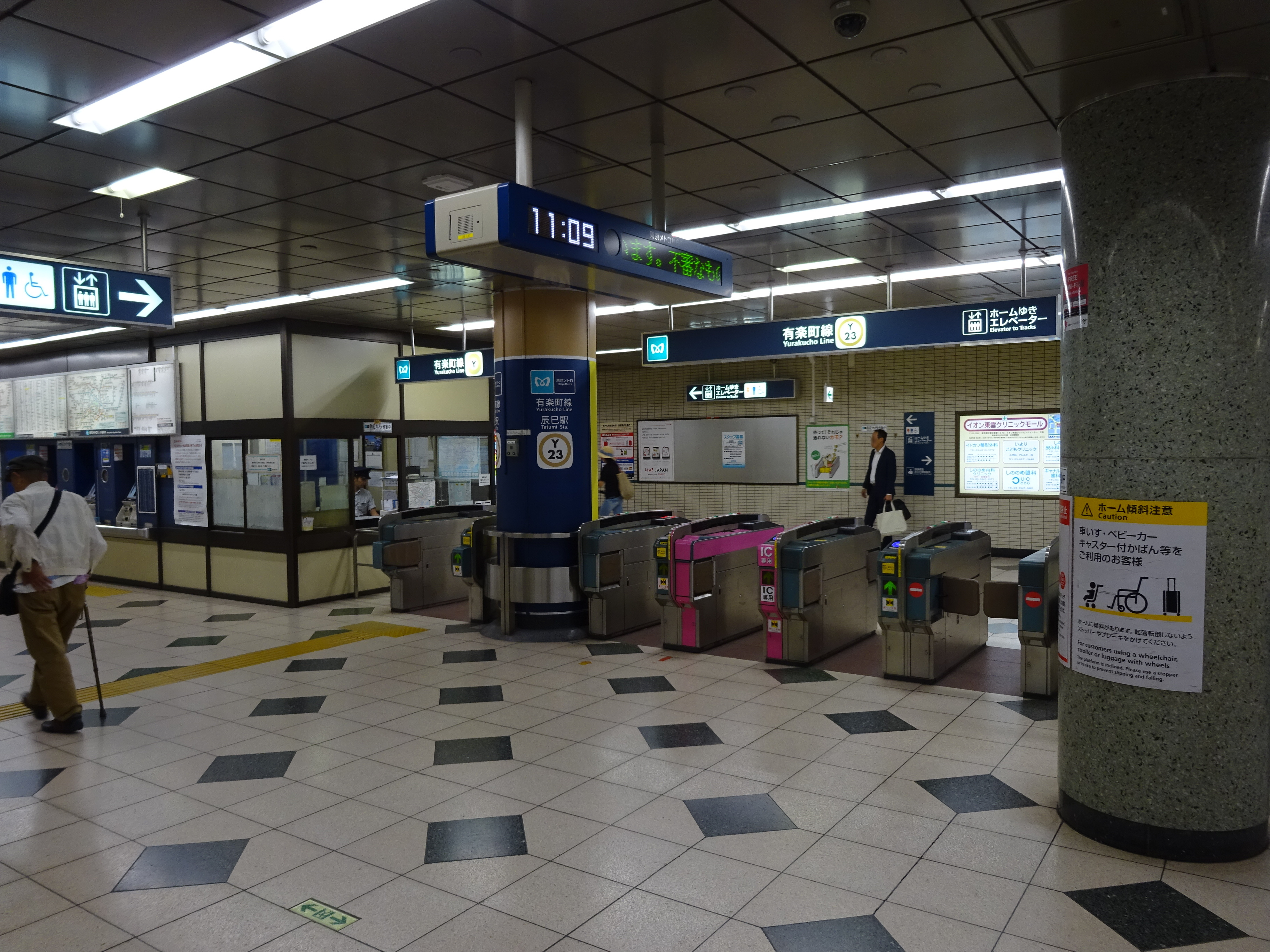
剪票口（2016年6月）
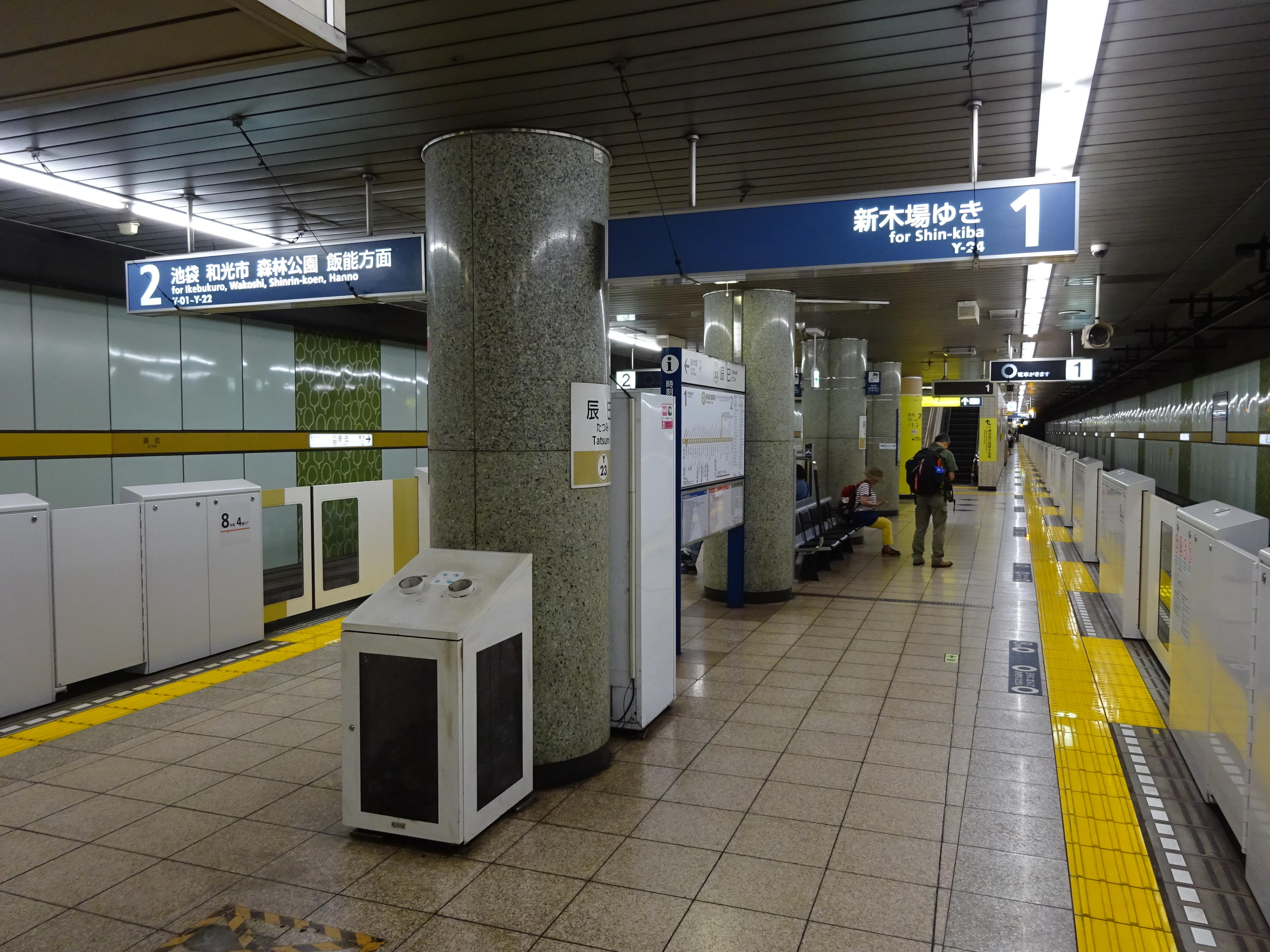
月台（2016年6月）

## 利用狀況
2017年度1日平均上下車人次為30,379人，東京地下鐵全部130個車站當中排行110位。
近年的1日平均上下、上車人次推移如下表。
| 年度               | 1日平均 上下車人次 | 1日平均 上車人次 | 來源     |
| ------------------ | ------------------ | ---------------- | -------- |
| 1992年（平成04年） |                    | 6,567            | [ * 1 ]  |
| 1993年（平成05年） |                    | 6,682            | [ * 2 ]  |
| 1994年（平成06年） |                    | 6,915            | [ * 3 ]  |
| 1995年（平成07年） |                    | 6,779            | [ * 4 ]  |
| 1996年（平成08年） |                    | 6,249            | [ * 5 ]  |
| 1997年（平成09年） |                    | 6,140            | [ * 6 ]  |
| 1998年（平成10年） |                    | 6,400            | [ * 7 ]  |
| 1999年（平成11年） |                    | 6,574            | [ * 8 ]  |
| 2000年（平成12年） |                    | 6,896            | [ * 9 ]  |
| 2001年（平成13年） |                    | 7,844            | [ * 10 ] |
| 2002年（平成14年） |                    | 7,844            | [ * 11 ] |
| 2003年（平成15年） | 16,557             | 8,429            | [ * 12 ] |
| 2004年（平成16年） | 18,529             | 9,359            | [ * 13 ] |
| 2005年（平成17年） | 21,132             | 10,710           | [ * 14 ] |
| 2006年（平成18年） | 22,657             | 11,526           | [ * 15 ] |
| 2007年（平成19年） | 23,549             | 12,027           | [ * 16 ] |
| 2008年（平成20年） | 24,648             | 12,479           | [ * 17 ] |
| 2009年（平成21年） | 25,437             | 12,907           | [ * 18 ] |
| 2010年（平成22年） | 25,899             | 13,071           | [ * 19 ] |
| 2011年（平成23年） | 24,818             | 12,561           | [ * 20 ] |
| 2012年（平成24年） | 25,893             | 12,986           | [ * 21 ] |
| 2013年（平成25年） | 27,368             | 13,756           | [ * 22 ] |
| 2014年（平成26年） | 28,702             | 14,411           | [ * 23 ] |
| 2015年（平成27年） | 29,474             | 14,773           | [ * 24 ] |
| 2016年（平成28年） | 29,975             | 15,027           | [ * 25 ] |
| 2017年（平成29年） | 30,379             |                  |          |

## 車站周邊
本區前身是東京湾7號埋立地。
- 辰巳運河（日语：辰巳運河）
- 都營辰巳團地
- 江東辰巳郵便局
- 東雲Canal Court（日语：東雲キャナルコート）
- WOWOW放送中心
- 辰巳之森綠道公園（日语：辰巳の森緑道公園）
- 辰巳之森海濱公園（日语：辰巳の森海浜公園）
- 東雲水邊公園（日语：東雲水辺公園）
- 東京辰巳國際水泳場（日语：東京辰巳国際水泳場）
- 日本紅十字會辰巳大樓
  - 日本紅十字會血液事業本部
  - 東京都紅十字血液中心（日语：赤十字血液センター）
- 東雲站（東京臨海高速鐵道臨海線）
- 京成巴士東雲車庫（日语：京成バス東雲車庫）
- 國道357號
- 辰巳系統交流道
  - 首都高速灣岸線
    - 辰巳第一停車區
    - 辰巳第二停車區

  - 首都高速9號深川線

## 可供轉乘的巴士路線
最近的巴士站是辰巳站前。可搭乘東京都交通局的以下路線。
- 門19甲、乙系統：經豐洲站、越中島往門前仲町、往深川車庫行、經國際展示場站往東京Big Sight
- 東15系統：經豐洲站、勝鬨站、聖路加醫院往東京站八重洲口　※僅早晨
- 錦13乙系統：經鹽濱一丁目、東陽三丁目、住吉一丁目往錦糸町站、往深川車庫
- 江東區社區巴士「潮風」：往潮見站前

## 相鄰車站
東京地下鐵
 有樂町線
豐洲（Y 22）－辰巳（Y 23）－新木場（Y 24）

### 來源
東京都統計年鑑
1. ↑  .   [2017-05-03]. （原始内容存档于2013-08-15）.
2. ↑  .   [2017-05-03]. （原始内容存档于2013-02-03）.
3. ↑  .   [2017-05-03]. （原始内容存档于2013-02-03）.
4. ↑  .   [2017-05-03]. （原始内容存档于2013-02-03）.
5. ↑  .   [2017-05-03]. （原始内容存档于2013-02-03）.
6. ↑  .   [2017-05-03]. （原始内容存档于2016-03-04）.
7. ↑  東京都統計年鑑（平成10年）PDF
8. ↑  東京都統計年鑑（平成11年）PDF
9. ↑  .   [2017-05-03]. （原始内容存档于2016-03-04）.
10. ↑  .   [2017-05-03]. （原始内容存档于2016-03-04）.
11. ↑  .   [2017-05-03]. （原始内容存档于2017-07-29）.
12. ↑  .   [2017-05-03]. （原始内容存档于2017-07-29）.
13. ↑  .   [2017-05-03]. （原始内容存档于2017-07-29）.
14. ↑  .   [2017-05-03]. （原始内容存档于2017-07-29）.
15. ↑  .   [2017-05-03]. （原始内容存档于2017-07-29）.
16. ↑  .   [2017-05-03]. （原始内容存档于2017-07-29）.
17. ↑  .   [2017-05-03]. （原始内容存档于2017-07-29）.
18. ↑  .   [2017-05-03]. （原始内容存档于2016-03-26）.
19. ↑  .   [2017-05-03]. （原始内容存档于2016-03-27）.
20. ↑  .   [2017-05-03]. （原始内容存档于2016-03-25）.
21. ↑  .   [2017-05-03]. （原始内容存档于2016-03-27）.
22. ↑  .   [2017-05-03]. （原始内容存档于2016-03-22）.
23. ↑  .   [2017-05-03]. （原始内容存档于2017-07-30）.
24. ↑  .   [2019-01-11]. （原始内容存档于2018-11-09）.
25. ↑  .   [2019-01-11]. （原始内容存档于2019-05-02）.

## 外部連結
- 辰巳/Y23 | 路線・車站資訊 | 東京地下鐵